# 대한민국 민법 제974조
대한민국 민법 제974조는 부양의무에 대한 대한민국 민법 친족법 조문이다. 본 조는 1990년 1월 13일 법률 제4199호로 일부 개정되었으며, 1991년 1월 1일부터 시행되었다.

## 조문
제974조(부양의무) 다음 각호의 친족은 서로 부양의 의무가 있다.
1. 직계혈족 및 그 배우자간
2. 삭제
3. 기타 친족간(생계를 같이 하는 경우에 한한다.)

第974條 (扶養義務)다음 各號의 親族은 서로 扶養의 義務가 있다.
1. 直系血族 및 그 配偶者間
2. 削除 <1990. 1. 13.>
3. 其他 親族間(生計를 같이 하는 境遇에 限한다.

## 판례

### 제1호의 직계혈족의 배우자의 의미
- 민법이 직계혈족의 배우자와의 관계에 있어서도 직계혈족과의 관계와 마찬가지로 직계혈족을 제외한 기타 친족에 비하여 보다 넓은 범위에서 부양의무를 인정하는 것은 직계혈족의 배우자의 경우 직계혈족과 부부공동생활을 한다는 점에 기인한 것이라고 할 것이므로 민법 제974조 제1호에 규정된 직계혈족의 배우자는 직계혈족과 부부공동생활을 하는 배우자로 제한하여 해석하여야 한다. 설령, 민법 제974조 제1호를 위와 같이 제한적으로 해석할 수 없다고 하더라도 적어도 직계혈족이 사망한 경우 그 직계혈족의 생존배우자와의 관계는 민법 제974조 제1호에 해당한다고 볼 수 없다. 왜냐하면, 민법 제974조 제1호는 “직계혈족 및 그 배우자간”이라고 규정하고 있는바, 배우자관계는 혼인의 성립에 의하여 발생하며, 당사자 일방의 사망 또는 혼인의 무효·취소, 이혼으로 인하여 소멸하는 것이므로 직계혈족이 사망함으로써 직계혈족과의 배우자관계는 소멸하였기 때문이다. 물론, 민법은 부부의 일방이 사망하여도 인척관계는 바로 종료하는 것이 아니라 생존배우자가 재혼하는 경우에 종료한다고 규정하고 있으므로 배우자인 직계혈족이 사망하여도 친족관계는 그대로 유지되고 있으나 이로 인한 부양의무는 민법 제974조 제3호에 따라 생계를 같이 하는 경우에 한하여 인정되는 것이다. 결국, 민법은 “직계혈족 및 직계인척간”이라고 규정하지 않고 “직계혈족 및 그 배우자간”이라고 규정함으로써 직계혈족의 배우자와의 관계에 있어, 직계혈족이 생존해 있다면 부양의무자와 부양권리자가 생계를 같이 하는지와 관계없이 부양의무를 인정하고 직계혈족이 사망하면 부양의무자와 부양권리자가 생계를 같이 하는 경우에 한하여 부양의무를 인정하며 생존배우자가 재혼함으로써 인척관계가 종료하면 부양의무를 부담시키지 않는 것이다.[1]

## 같이 보기
- 직계혈족
- 친족
- 배우자